# ENCI-STOP
ENCI-STOP was een stichting die als doelstelling had om alle partijen die betrokken waren bij het verzet tegen de mergelwinner en cementfabriek ENCI te verenigen en op die manier de krachten tegen de voortgaande aantasting van de Sint-Pietersberg te bundelen. Aangesloten verenigingen waren Buurtplatform Jekerdal, Milieugroep St. Pieter en Vereniging tot Redding van de St. Pietersberg (VRSP).
ENCI Stop werd opgericht in 2001, toen de plannen van ENCI bekend werend om zogeheten diepwinning in de ENCI-groeve te gaan doen. De stichting koos voor een juridische aanpak. In de loop der jaren werden vele bezwaarschriften ingediend en tientallen rechtszaken en handhavingsverzoeken in gang gezet. De stichting boekte daarbij diverse successen: de Raad van State vernietigde meerdere vergunningen. Naast steun uit de samenleving was er ook verzet, waarbij bestuursleden zelfs met de dood bedreigd werden.
In november 2019 bepaalde de Raad van State dat de provincie Limburg in 2016 onterecht een vergunning had verleend aan de ENCI om drie jaar langer mergel af te graven in de Sint-Pietersberg. De rechtszaak hiertoe was aangespannen door ENCI-STOP. Een maand later maakte moederbedrijf HeidelbergCement bekend de fabriek in Maastricht te sluiten.
De stichting zette zich verder in voor het behoud van D'n Observant, het ENCI-bos en de restanten van verdedigingswerken die tijdens het Beleg van Maastricht (1632) waren aangelegd. De Sint-Pietersberg, het Nederlandse deel van het Jekerdal en het Cannerbos werden mede door de inspanningen van de stichting aangewezen tot Natura 2000-gebied.
Per 1 juli 2020 hief de stichting zichzelf op, aangezien alle doelen bereikt waren en er geen lopende procedures meer waren. De mergelwinning in de ENCI-groeve was in 2018 beëindigd en de verbrandingsoven in 2019 stilgelegd.